# غنتشوغو ملك بايكتشي
غيونشوغو (بالهانغل:근초고왕) هو الملك 13 لمملكة بايكتشي (أحد مممالك كوريا الثلاث)، ويعد أحد أعظم ملوك كوريا، استولي علي العرش بعد موت الملك الملك غاي من سلالة الملك غوي، وينحدر غيونتشوغو من عائلة الملك شوغو الملك الخامس لبايكتشي وأباه الملك بيريو الملك 11 للمملكة. أثناء حكم الملك غونشوغو استطاعت مملكة بايكتشي ان تستولي على أرض دايبانغو بعد أن هزمت مملكة غوغوريو وأيضا توسع الرقعة الجغرافية لتستولي على شبه الجزيرة الكورية. سعى الملك غونتشوغو بعدها إلى توحيد شعب ياميك وهان التي تعد من جذور العرق الكوري.و دامت فترة حكمه (من 346 إلى 375 ميلادي) تمكّن غونشوغو العظيم من توسيع رقعة بايكتشي على حساب غوغوريو التي لم تستطع إمبراطورية يان أن تهزمها وهو أمر غير مسبوق في سنة 371 ميلادي كما أنّه تمكّن قبل ذلك من توحيد دويلات المهان الأربع والخمسين ودويلات غارا السبع واستطاع أن يحصل على ختم الملك يي بعد أن جمع شعب بويو التي كانت قد احتلت من قبل غوغوريو وضم أقليات المالجال وحسن العلاقات مع سيلا ونشر تقاليد وثقافة يايكتشي إلى ياماتا (نارا في اليابان حاليا) وقيل أن دولة ياماتا بعد غزوها لليابان كانت بفضل جهوده وقد ازدهرت التجارة في عصره خاصة تجارة الملح.
وبعد حكم غنتشوغو الذي دام حوالي 30 سنة فارق الحياة وبعدها نصب وبايع ابنه بو يوجوسو وليا للعهد وملكا على بايكتشي بعد تنازل اخيه يوجون على العرش وقد قام يوجوسو بانجازات كثبره منها قتله لملك غوغوريو واستولي يوغوسو على غوغوريو وتوحيد شبه الجزيرة.

## في الدراما
تم إصدار مسلسل كوري يحكي قصته باسم King geunchogo